# Isaac Wilhelm Tegner (konstnär)

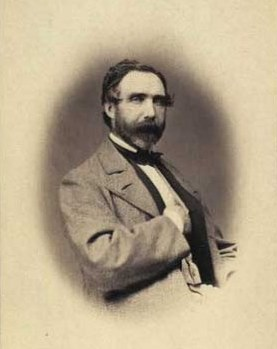
Isaac Wilhelm Tegner 1868.

Isaac Wilhelm Tegner, född den 23 juni 1815 i Helsingör, död den 21 december 1893 i Köpenhamn, var en dansk litograf. Han var far till Hans Tegner.
Tegner kom i målarlära i Köpenhamn, blev elev vid konstakademien och lärde sig att litografera. År 1850 inrättade han jämte Adolph Kittendorff ett litografiskt etablissemang och gjorde sig bemärkt som porträttlitograf (omkring 1 500 litograferade porträtt). 